# 大西かや
大西 かや（おおにし かや、1971年2月9日 - ）は、テレビ山梨の元アナウンサー。

## 来歴・人物
徳島県板野郡北島町出身。徳島県立城ノ内高等学校→神奈川大学卒業後、1993年テレビ山梨に入社。高校時代はテニス部に入っていたが、大学の先輩が文化放送に内定したのがアナウンサーになるきっかけだった。しかし地元局の四国放送は当時アナウンサー募集をしていなかったため、テレビ山梨を選んだというエピソードがある。
2009年4月19日放送の『うたばん』では、DAIGO（BREAKERZ）に吉田のうどんをプレゼン。「87万山梨県民のアイドル」と自虐的に自己紹介したが、司会の石橋貴明からは「UTYを辞めても、いいスナックのママになれる」と突っ込まれていた。
2010年4月より広報部に異動後、現在は編成部に所属。

## 過去に担当した番組
- UTYニュースワイド
- UTYウッティな木曜日
- ウッティタイム
- 山梨のいま
- UTYはなきんマーケットほか

## イベント出演
- みずウォーク2009笛吹川大会（2009年4月4日、笛吹市清流公園）司会担当[3]
- 余命1ヶ月の花嫁・乳がん検診キャラバン（2009年5月8日、中央市オギノリバーシティショッピングセンター）司会担当[4]
- 第1回ひまわり油の料理コンテスト（2010年11月14日、北杜市須玉ふれあい館ホール）審査員として参加[5]
- 神明の花火大会（司会、進行）